# 신미양요
신미양요(辛未洋擾, 영어: Western Disturbance in the Shinmi Year)는 1871년 6월 1일(음력 4월 14일)부터 6월 11일(음력 4월 24일) 사에 발생한 조선과 미국 간의 전투이다.
제너럴 셔먼 호 사건의 책임과 통상 교섭을 명분으로 조선의 주요 수로였던 강화도와 김포 사이의 강화해협을 거슬러 올라왔고 조선 측의 거부를 무시하고 무력으로 탐침을 시도하여 교전이 일어났다. 사흘간의 교전 결과 조선은 광성보가 함락되고 순무중군 어재연을 비롯한 수비 병력 대다수가 사망하였다. 미해군은 20일간 통상을 요구하며 주둔하였으나 조선의 완강한 쇄국 정책으로 아무런 협상을 하지 못하고 철수하였다. 신미양요 이후 조선은 척화비를 세우고 쇄국 정책을 강화하였다.

## 명칭
신미양요는 1871년 조선과 미국 사이에 발생한 군사적 충돌로서, 조선 측에서는 이를 신미양요라 하여 신미년 조선과 서양 즉, 미국 사이에 발생한 전쟁 또는 소동이란 의미를 갖고 있다. 반면 영어권 국가들은 이 사건을 미국 한국 원정(United States expedition to Korea) 혹은 간단히 한국 원정(Korean Expedition)이라고 부르는데, 특히 미국은 1871년 한국 원정(Korean Campaign 1871) 또는 1871년 미-한 전쟁(United States-Korea War of 1871)이라고도 부른다.

## 배경
조선 시대는 한국의 역사에서 외국과의 접촉 범위가 가장 좁았던 시대였다. 조선은 사대(事大)와 선린(善隣)을 기반으로 하여 중국과 일본 등 매우 제한적인 국가들과 외교를 유지하였고, 이러한 외교는 중국을 중심에 두는 상하 관계로서 인식되어, 조선은 중국에 대해서는 사대를 하는 한편 이웃한 일본, 유구(琉球·류큐), 섬라(暹羅·태국) 등지의 외교 사절에 대해서는 종주국에 조공을 바치러 온 사신으로 대하였다. 이때문에 17세기 이후 서양의 존재가 알려져 있었으나 이들을 대등한 외교의 상대로 여기지는 않았다. 정조 시기 신해박해 이후 조선 정부는 천주교를 사학(邪學)으로 규정하여 여러 차례 박해가 있었다. 1801년 황사영이 베이징 주재 프랑스 주교에게 천주교의 포교를 위해 서양 군함 백 척과 수만 명의 병사를 보내달라고 쓴 편지가 발각되는 이른바 '황사영 백서' 사건이 일어났다. 이 사건 이후 조선은 외국에 대한 경계를 강화하였다.
이러한 상황에서 서양의 열강들은 아시아 각지를 탐험하고 통상을 앞세워 제국주의적인 침탈을 하고 있었다. 19세기 무렵 서양인들은 조선을 북극보다 가기 어려운 곳이라고 여겼다. 흥선대원군의 아버지인 남연군의 묘를 도굴하려 했던 독일인 에른스트 오페르트는 조선을 "자신이 패배하지 않을 것이라는 너무나 깊은 자신감을 가진 나머지 외국인들의 공격을 두려워하지 않는 교만한 섬나라"라고 표현하였으며, "중국해안에서 증기선을 타고 하루 안에 닿는 이곳에서 …… 반야만적인 정부가 자국 백성의 소원에 반해 ‘출입금지’문구를 써 붙이고 전체 문명세계에 도전"하고 있다고 비판하였다. 프랑스와 영국, 미국 등은 여러 차례 조선의 통상 개방을 요구하였으나 뜻을 이루지 못하였다.
조선은 아편 전쟁의 결과 청나라가 쇠퇴하고 영국 프랑스의 연합군이 베이징에서 방화를 일삼는 가운데 베이징 조약이 체결되는 것을 보면서 더욱 해안 방어를 강화하였다. 1866년 7월 미국의 상선 제너럴셔먼호가 대동강을 따라 평양까지 올라와 통상 요구를 핑계로 횡포를 부리다 관민의 손에 불태워지는 제너럴셔먼호 사건이 일어났고, 9월 프랑스군이 강화도를 침범하여 정족산성의 외규장각을 약탈하는 병인양요가 일어났다. 흥선대원군은 천주교도가 서양 열강 침략의 앞잡이 노릇을 한다고 판단하고 천주교에 대한 탄압을 더욱 강화하는 한편, 비변사를 혁파하고 삼군부를 다시 설치하여 군비 강화를 꾀했다.
1866년 말 로버트 슈펠트는 셔먼호 사건 진상 조사와 거문도의 해군 기지 설립 조사를 지시 받고 조선으로 향했다. 슈펠트를 태운 와츄세트호는 음력 병인년 12월 18일(양력 1867년 1월 23일) 황해도 장연 앞 바다에 정박하였는데, 이들이 그곳을 대동강 하구로 오인하였기 때문이다. 슈펠트는 최대한 존대하며 통상을 희망하는 문서를 조선 조정에 보냈으나, 조선은 비록 화목을 구한다고 하나 속 뜻을 알기 어렵다는 이유로 장현 현감에게 슈펠트의 요구를 거절하라고 지시하였다. 1867년 미국은 군함 새넌도어 호를 보내 다시 한 번 셔먼호의 생존 선원을 돌려보내라고 요구하였고, 조선은 이미 생존 선원이 없다는 답변을 하였다. 새넌도어 호는 처음에는 대포를 쏘며 무력시위를 하였으나 조선 역시 새넌도어 호의 종선에 총을 쏘며 완강히 저항하자 별다른 소득없이 철수하였다. 1868년 페비거는 셔먼호의 생존 선원 석방을 위한 특사 파견과 새넌도어 호의 종선에 총격을 가한 사건에 대한 사과와 관련자 처벌을 요구하면서 조선 정부의 답신이 없으면 미국 군함이 다시 올 것이란 협박을 남겼다. 1871년 미국 정부는 조선을 무력으로 개항하기로 결정하고 주청 미국 공사 프레더릭 로(Fredrick Low)의 지휘 아래 5척의 군함을 파병하였다.
1870년, 프레더릭 로우는 베이징 주재 미국 공사로 부임한 뒤 미해군 아시아 함대 사령관 로저스와 원정 계획을 수립하여 이듬해 5월을 원정 시기로 계획하였다. 당시 미국은 일본을 개항시킨 가나가와 조약의 전례에 따라 조선도 무력시위를 통해 개항시키고자 하였다. 로우는 청나라의 총리아문을 통해 조선에 사전에 자신들의 목적을 통지하도록 하였다. 1871년 음력 1월 17일에 발송된 편지에서 로우는 자신을 '대아미리가합중국(大亞美理駕合衆國) 흠명출사조선지공사(欽命出使朝鮮之公使)'로 소개하며 미국의 요구사항을 조선 조정에 전달하였다. 편지에 적힌 주요 내용은 제너럴셔먼호 사건의 재발 방지를 위한 자국 선박의 항해 안전 보장과 일본의 예와 같은 통상조약의 체결이었다. 그는 편지 말미에 "화친을 구하는데도 갖은 방법으로 거절하면 불목을 부를 것이니 또 누구를 탓하겠는가"라며 무력 사용을 협박하기도 하였다. 편지를 받은 조선은 미국의 요청을 거절하기로 하였고, 제너럴셔먼호 사건 당시 평안감사였던 박규수가 답신을 보냈다. 박규수는 《미국봉합전체자》(美國封函轉遞咨)에서 다음과 같이 미측의 잘못을 지적하였다.
| “ | 위험에 빠진 선원을 구하는 것은 우리의 오랜 전통이고, 셔먼호는 경계를 무단 침범하여 발생한 일이란 것을 누차 해명하였는데 이제와서 다시 문제를 삼는 까닭을 모르겠다. 미국 상선이 우리나라 사람을 먼저 능멸하지 않았다면 조선관민이 어찌 먼저 남에게 능멸을 가하겠는가 | ” |
|   | — 박규수 평안감사, 《미국봉합전체자》(美國封函轉遞咨) 중에서… |   |

이어 박규수는 통상 요구에 대해서는 우리는 중국의 번국이니 사대를 하는 신하된 입장에서 독자적으로 외교를 할 수 없다고 답변하였다. 박규수의 이러한 답신은 대원군과 박규수가 이 시기에 쇄국론과 개국론으로 대립했다는 통설과 달리 사실은 긴밀히 협조해 미국과의 분쟁에 대처했다는 새로운 평가의 근거가 되었다. 외교적 협상이 결렬되자 미국은 조선 침공을 강행하였고 《뉴욕 헤럴드》는 “이교도들과의 작은 전쟁”이 일어났다고 보도했다. 미국은 프랑스 신부 리델을 길잡이로 삼아 5척의 군함과 1,200여 명의 병력으로 조선을 침략하였다. 강화도 앞 물치도에 함대를 정박시킨 미군은, 음력 4월 23일 초지진을 공격하였다.

## 결과
| “ | 양이(洋夷)들이 초지진에 갑자기 침입한 데 대해서는 어제 경기 감영에서 치계(馳啓)가 있었습니다. 심부(沁府)의 해상과 육지에 대한 비상경계를 소홀히 할 수 없습니다. | ” |
|   | — 조선왕조실록 고종 8년 4월 24일 세번째 기사 |   |

강화도에 설치된 진과 돈대의 위치

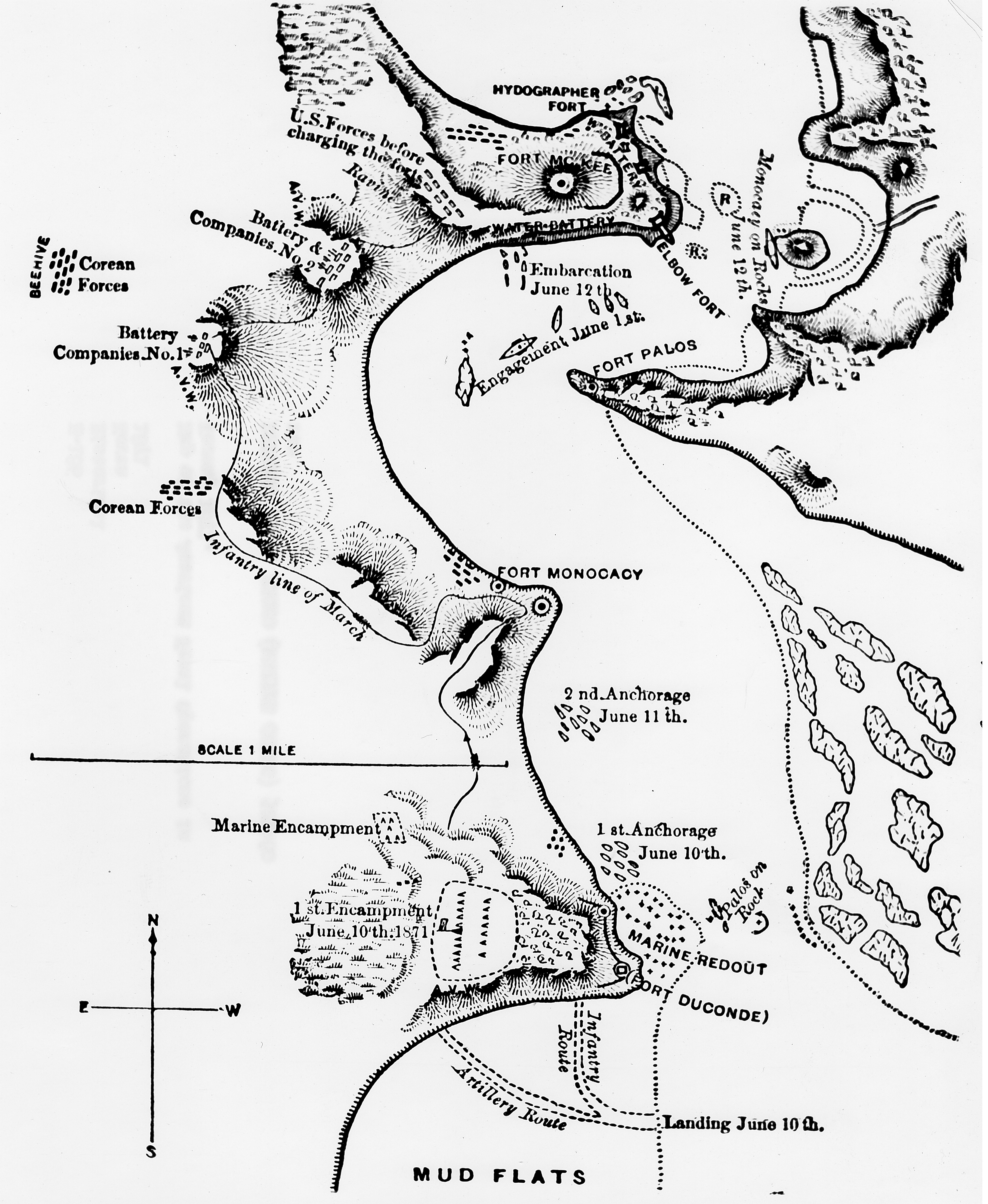
미국 측이 그린 전투도. 초지진에서 광성보까지의 공격로가 그려져 있다.

미국 아시아함대 사령관 존 로저스는 1871년 5월 16일 프리깃함인 기함 USS 콜로라도를 비롯한 알래스카호, 팔로스호, 모노캐시호, 베니치아호 등 전함 5척을 이끌고 일본의 나가사키를 출발하였다. 병력은 500여 명의 수병과 150여명의 해병이 투입되었다.
미군 함대는 아산만 풍도 앞에 정박하고 작은 배에 병력을 나누어 강화도 인근을 정탐하였다. 5월 26일 영종도 방어사는 이양선이 나타나 물 깊이를 재었다고 보고하였고, 남양부사 신철구가 종선 세척에 탄 미군에 다가가 글로 목적을 물었으나 미군이 영어로 글을 적어 서로 의사를 확인하지 못하였다.미군은 큰 배를 가리키며 같이 가자 하였으나 함께 가지는 않았고 서로간에 약간의 물자만 교환하였다. 이튿날 미군 함대는 남양부사에게 편지를 보내어 “우리의 흠치대신이 귀국의 높은 대신과 협상할 일이 있어 온 것인 즉 조약을 체결하려면 아직도 날짜가 필요하므로 우리 배는 이 바다 한 지역에서 정박하고 있으면서 조약이 체결되기를 기다렸다가 돌아가겠다”고 목적을 밝혔다.
조선의 조정은 누차에 걸쳐 미국 군함이 올 것을 예고 받았기 때문에 답변을 보내지 않고 교전을 준비하였다. 미국 군함이 영종도에 이르자 사람을 보내 교섭을 시도하였으나 미군은 직급이 낮다는 것을 이유로 거부하였다. 6월 1일 미국 함대가 강화도에서 멀지 않은 곳에 정박하였다는 소식이 전해지자 조선 조정은 강화도에 군사와 군량을 보내기로 결정하고, 행호군(行護軍) 어재연을 진무중군(鎭撫中軍)에 임명하여 방어토록 하였다. 이 날 미국 함대중 두척이 손돌목을 지나자 조선군이 대포로 포격하였다. 미국 군함은 응사하며 빠르게 빠져나갔다. 미군은 손돌목의 포격을 빌미로 강화도를 공격하였다.

### 전투
미국은 원정을 위해, 500명 이상의 선원과 해병대 100명으로 구성된 650명의 병력과 미국 전함 기함 콜로라도, 알래스카, 팔로스, 모노캐시, 베네시아 등 총 다섯 척의 전함을 준비했다. 기함에는 해군 소장 존 로저스와 주청 미국 공사 프레더릭 로가 탑승해 있었다.
6월 2일 광성진 앞 염하에 집결한 미군 함대가 포격을 개시하였다. 포격을 마친 함대는 남하하여 손돌목을 지날 때 또 다시 포격을 가하였다. 조선도 응사하여 미국 함선 일부가 파손되었다. 그러나, 미국 함대의 피해는 경미하였다.
몇 차례의 포격전이 있은 후 상호 교섭을 시작하였다. 미국 측 로우 공사가 해변에 편지를 쓴 장대를 꽂아두면 조선 측이 이를 읽은 후 답신하였다. 미국은 기존의 주장을 되풀이하였고, 진무사(鎭撫使) 정기원은 미국의 손돌목 침입이 불법이며 조선은 다른 나라와 교섭하지 않으니 즉시 물러가라 답신하였다. 미군은 물치도로 물러가며 2-3일 안에 답신이 없을 경우 공격할 것이란 최후 통첩을 남겼다.
6월 10일 미군은 함포의 지원을 받으며 초지진에 상륙하였다. 군함 2척의 지원을 받으며 24척의 종선에 나누어 탄 651명의 병력이 상륙하였고 초지진을 수비하던 조선군이 백병전을 벌이며 저항하였으나 하루를 넘기지 못하고 패퇴하였다. 6월 11일 미군은 대모산에 포대를 설치하고 광성보를 공격하였으며 조선군은 치열하게 저항하였으나 화력 열세로 전멸에 가까운 피해를 남기고 덕포진으로 패퇴하였다.
미군이 초지진을 점령한 날 조선인 천주교도를 태운 배가 작약도에 머물고 있던 미군 기함 콜로라도호에 접근했다. 그들은 자신들이 프랑스인 신부 3명을 기다리고 있는 중이며 혹시나 미군 함선에 승선했을 지 알아보기 위해 왔다고 진술하였으며, 미군이 제너럴 셔먼호의 진상을 묻자 선원들이 정중한 환대와 교역을 약속받고 상륙하였으나 환대를 받고 취해 쓰러지자 살해되었다고 대답하였다. 미국측은 조선 정부의 공식 답변보다 이들의 진술이 신빙성이 있다고 판단하였고 광성보 전투에서 보복을 가하기로 결심하였다.
8시간가량 치러진 이 전투에서 조선측은 어재연 등 240여 명이 전사하고 100여 명이 바다로 뛰어들어 자살하였으며, 20여 명이 포로로 잡혔다. 미군은 장교 1명과 사병 2명이 전사하고 10여 명이 부상당하는 데 그쳤다. 미군은 광성진의 관아를 불태우고 초지진을 거점으로 삼아 주둔하였다. 한편, 고종 실록은 이날 전투의 사상자를 전사 53명, 부상 24명으로 기록하고 있다.
조선군의 열악한 환경은 미 해병대 대위의 편지에 다음과 같이 기록되어 있다.
| “ | 그들의 포는 매우 조잡하오. 통나무로 된 포가 얹혀 밧줄로 묶인 것으로 보이는데, 그래서 미리 정해진 지점 외로는 사격을 할 수 없다고 하오. 그래서 우리 배들이 가까이 접근했을 때에야 포격을 했소. 커다란 포환이 날아왔는데 배에는 전혀 맞지도 않았소. 단지 총통이라고 불리는 소형 화기에서 발사된 조잡한 탄환 두어 개가 적중했다고 하오. 그 총통이라는 것은 두 명이 어깨에 걸쳐메고 화승으로 발사하는 것이라고 하오. 단지 우리 승조원들 3명이 맞았는데 가벼운 부상이라고 하오. 최신의 무기로 무장한 우리들에게 그들이 대항할 수 없다는 것은 당신도 잘 알 수 있을 것이요. | ” |

## 전투 이후
광성보 전투 후에도 조선은 척화비를 세우며 항전의 의지를 굽히지 않았다. 어재연이 전사하자 조선은 김선필을 진무중군으로 임명하고 초지진에 주둔한 미군을 야간에 기습하였다. 미군은 사방이 포위된 진지를 버리고 퇴각하였는데, 애초의 제한적 공격이 목표를 달성하였다는 판단과 염하를 항해하며 다수의 전함이 암초에 부딪혀 피해를 입은 까닭 때문이었다. 미군은 물치도로 퇴각하여 20일 동안 포로 석방을 빌미로 통상을 요구하였다. 조선 조정은 어재연을 병조판서에 추증하는 등 전사자를 추증하고 공적을 세운 사람들을 표창하였다. 한편 초지진과 광성진의 불탄 민호에 대한 구제조치를 취하였다.
한편, 이양선이 나타난 전투가 있었고 크게 패하였다는 소문이 서울에 자자하였고, 대원군은 소문의 확산을 경계하며 사대문 밖으로 피난하는 것을 엄금하였다.
전투 이후 조선은 미군과의 접촉 담당을 강화부 진무사에서 부평부사 이기조로 바꾸었다. 부평부사는 격렬한 어조로 미국을 비난하면서 결사 항전의 뜻을 전했다. 이러한 상호 교신 이후 조선과 미군은 교신을 중단하였고, 미군은 더 이상 협상이 어렵다고 판단하고 포로를 자진 석방한 뒤 철수하였다.
조선인들 중에서는 전투에 패배했다는 공포감에 자살하는 사람들이 매우 많아, 그 수가 100명을 넘어갔다. 조선군 전사자 344명 중 100명 가까이 자살을 선택했다.

## 영향과 평가
신미양요는 미군이 전투에서 승리하였으나 조선의 입장에서는 결사 항전하여 이양선을 몰아낸 사건으로 인식되었다. 대원군은 이를 계기로 전국에 척화비를 세우고 쇄국 정책을 고수하였으며, 일본이 여러 차례 통상을 요구하는 것을 거절하였다. 미국은 참전한 9명의 수병과 6명의 해병에게 명예훈장을 수여하였다.
미국 아시아함대는 1865년 동인도-중국 함대가 개편되어 설립된 것으로 신미양요는 아시아함대의 첫 전투였다. 미국의 이러한 함대 재편과 조선 침공은 미국도 제국주의 열강의 대열에 합류하려는 정책의 소산이었다. 그러나 이러한 해외 팽창 정책은 별다른 성과 없이 조선의 배외 감정만을 더욱 높이게 되었다.
미국은 신미양요 이후로도 조선을 식민지로 하려 틈틈이 사신을 보내 탐색하고 미국 국기를 종부청서에 꽂으며 일본 식민지를 허락하게 된 계기를 만들었다는 견해가 있다.

## 기록

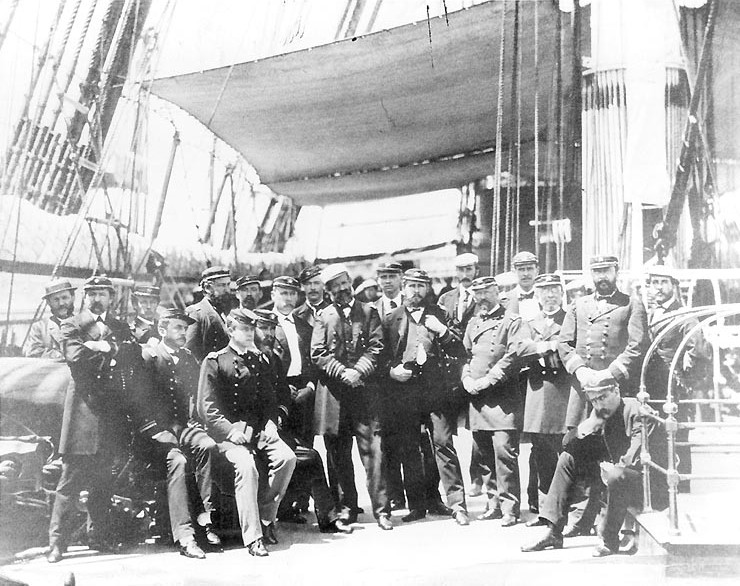
USS콜로라도호에서 신미양요 참전 기념 사진을 찍는 장교들

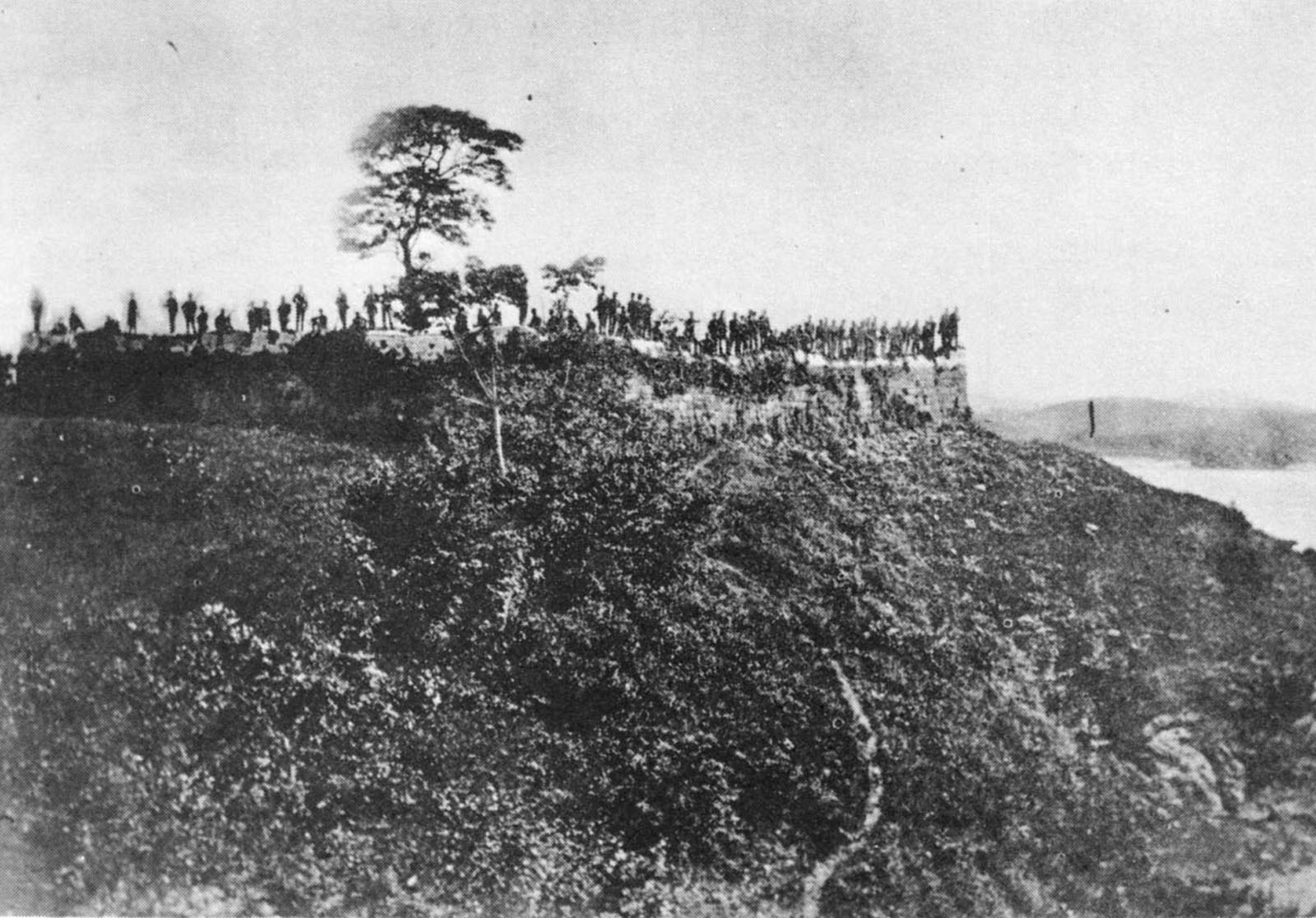
점령당한 덕진진

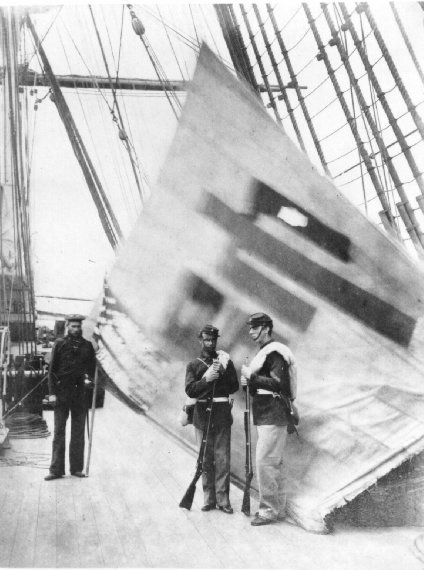
신미양요에서 전사한 어재연 장군의 장군기가 미해군 콜로라도함에 실려있다. 어재연 장군기는 136년이 지난 2007년에 대한민국에 임대되는 형식으로 돌아왔다.

### 조선측 기록
신미양요 당시 인천도호부 부사였던 구완식의 조카 구연상은 서울에서 무신겸선전관(武臣兼宣傳官)으로 있다가 이양선이 출몰하였다는 소식을 듣고 인천에 가서 머물며 《소성진중일지》(邵城陣中日誌)를 작성하였다. 《소성진중일지》에는 조선의 방비 태세와 미국 해군의 동향을 관찰한 것이 자세히 적혀있다. 일지에 따르면 조선은 4월 5일 이양선이 출몰하였다는 경기감영의 장계가 보고된 이후 해안 경계를 강화하였고, 4월 12일 호도 앞 바다에 정박한 미군 함대에 역관을 보내 출몰 이유를 물었다. 미군 기함에 탑승하고 있던 청나라 사람과 조선의 역관이 대화를 하였으며, 미국 측은 “미국 정1품 제도독(提都督) 흠차대신(欽差大臣) 누비적(鏤斐迪) 이 멀리서 온 일은 조선국의 대관이 온 후에 말하겠다”하고 더 이상 답변하지 않았다. 이후 조선은 남양, 인천, 영종, 강화 등지에 불랑기포, 쇠뇌, 대연환(大鉛丸) 등의 무기를 보내는 한편, 어재연을 진무중군으로 임명하여 방어케 하였으나 광성보에서 전몰한다.
| “ | (초지진이 함락된) 그 다음날 신시 이후에 저놈들은 광성진으로 방향을 돌리고, 선상에서 포를 난사하니 군심에 어둠이 드려졌습니다. 육지에 내려 배를 대고, 내린 후에 관군의 위아래를 포위하고 서로 도울 수 없게 하니, 중군과 적이 세 차례 혼전을 벌였는데, 끝내 순절한 사망자가 백 여 명에 이르렀습니다. 저놈들은 시신을 모아 태우고 훼손하여 시체를 분별할 수 없었다고 전합니다. | ” |
|   | — 인천부사 구완식이 화성유수 신석희에게 답한 글, 《소성진중일지》 |   |

《소성진중일지》에는 이후 미군이 물러갈 때까지 부평도호부가 미국과 서신을 주고 받은 내용과 대원군의 척화 의지 표명 등이 실려 있다.

### 미군측 기록
미군은 공식 보고서와 펠리체 베아토의 사진 촬영을 통해 기록을 남겼고, 이 외에도 참전 군인 윌리엄 그리피스 등의 기록과 가족에게 보내는 편지 등의 기록을 남겼다. 그리피스는 광성보 전투의 상황을 다음과 같이 기록하였다.
| “ | 흰옷을 입은 243명의 시체가 성채 안과 주변에 누워 있었다. 그들 중 다수는 이제는 다 밖으로 튀어나온 흩어진 솜 갑옷을, 아홉 겹으로 솜을 두른 갑옷을 입고 있었다. 살이 타는 역겨운 냄새가 공기중에 진동했다. …… 어떤 부상자들은 자신의 고통보다 미국인 체포자들을 더 끔찍이 두려워하며 서서히 불에 타 죽어 갔다. …… | ” |

### 전사자
조선군의 주요 전사자는 다음과 같다.
- 어재연(魚在淵 - 중군
- 어재순(魚在淳) - 어재연의 동생
- 이현학(李玄鶴) - 대솔군관
- 임지팽(林之彭) - 겸종
- 김현경(金鉉暻) - 천총
- 박치성(朴致誠) - 광성진 별장
- 유예준(劉禮俊)

미군의 주요 전사자는 다음과 같다.
- 해군 견습수병(Landsman)과 해병상병(Corporal) 제임스 도허티 포함 각 1명 (아군 오사와 실족사)
- 휴 맥키 해군 대위(중위) - 조선군이 유일하게 사살에 성공한 전사자

## 사적의 정비
1976년 대한민국 정부는 광성보 등 강화도의 전적지를 복원, 보수하였다.
- 초지진
- 광성보
- 신미양요 당시 조선의 대포. 왼쪽부터 불랑기포, 소포, 홍이포.

## 어재연 장군기
어재연 장군기(帥자기)는 전리품으로 강탈된 후 미국 애나폴리스에 있는 해군사관학교 박물관에 소장되어 있었으나, 2007년 10월 18일 한국에 장기임대 형태로 반환되어 국립고궁박물관에서 전시를 거쳐, 현재는 강화박물관에서 장기 전시되고 있다.

## 같이 보기
- 존 로저스 제독
- 고종
- 흥선대원군
- 척화비
- 조선의 문호 개방
- 제너럴셔먼호 사건
- 신미순의총
- 어재연
- 병인양요
- 미스터 션샤인